# حسن أباد (دابوي الجنوبي)
حسن أباد (بالفارسية: حسن‌آباد) هي قرية تقع في إيران في قسم دابوي الجنوبي الريفي. يقدر عدد سكانها بـ 133 نسمة .